# Josef Doležal
Josef Doležal (Příbram, 12 de diciembre de 1920 – Praga, 28 de enero de 1999) fue un atleta checoslovaco especializado en la marcha atlética.
Doležal participó en cinco pruebas olímpicas de marcha atlética en tres citas olímpicas. La primera ocasión fue en 1952, con motivo de los Juegos Olímpicos de Helsinki, participando tanto en los 10 como en los 50 km marcha. Consiguió la medalla de plata en los 50 km.
La segunda cita olímpica fue en Melbourne 1956 donde compitiendo en los 20 km, donde fue descalificado, y en los 50 km, que no pudo terminar.
La tercera ocasión olímpica para Doležal fue con motivo de los Juegos Olímpicos de Roma de 1960, en los 50 kilómetros, donde ocupó el puesto 17.
En 1954, Campeonato Europeo de Atletismo celebrado en Berna ganó la medalla de oro en los 10 kilómetros marcha y la medalla de plata en los 50 kilómetros.

## Marcas personales
| Mejores marcas personales | Mejores marcas personales | Mejores marcas personales | Mejores marcas personales |
| Distancia                 | Tiempo                    | Fecha                     |                           |
| ------------------------- | ------------------------- | ------------------------- | ------------------------- |
| 10 km.                    | 43:32                     | 1953                      |                           |
| 20 km.                    | 1h:30:00                  | 1956                      |                           |
| 50 km.                    | 4h:15:14                  | 1957                      |                           |